# 徳間アニメ絵本
徳間アニメ絵本（とくまアニメえほん）は、徳間書店から出版されている絵本のシリーズ。宮崎駿の映画作品を絵本にしたもの。

## 概要
2023年12月15日には『君たちはどう生きるか』が発売される。シリーズでの40作目であった。
徳間アニメ絵本『パンダコパンダ』の解説に、なぜトトロは一言も喋らないのかが書かれていた。
徳間アニメ絵本ミニというのもある。2022年10月15日には『スタジオジブリのヒロインがいっぱい』が発売。2020年10月9日には『スタジオジブリのいろんなくらし』が発売。2017年2月13日には『スタジオジブリの食べものがいっぱい』が発売。